# Poisonblack
Poisonblack – jest fińskim zespołem gothicmetalowym, założonym w 2000 przez Ville Laihiala, wokalistę grupy Sentenced. Początkowo nosił nazwę Shadowland. Laihiala zaprosił do współpracy przyjaciół z miasta Oulu w Finlandii oraz wokalistę zespołu Charon – Juha-Pekka Leppäluoto. Laihiala od początku zaznaczał, że Poisonblack nie jest żadnym bocznym projektem i taktuje ten zespół jak najbardziej poważnie. W Poisonblack skupił się głównie na obowiązkach gitarzysty, napisał także większość tekstów i muzyki do utworów. Teksty opowiadają głównie o życiu, seksie, ogniu i śmierci.
W 2003 ukazał się pierwszy album Poisonblack pt. Escapexstacy. Na przełomie 2003 i 2004 zespół udał się w trasę koncertową po Europie wspólnie z Moonspellem i Passengerem. Później Leppäluoto oświadczył, że odchodzi z zespołu, aby w całkowicie skoncentrować się na swoim zespole. Członkowie zespołu ogłosili, że poszukują nowego wokalisty. Po dłuższych poszukiwaniach okazało się, że będzie nim Kanadyjczyk Christopher. Ostatecznie do współpracy nie doszło, gdyż Laihiala uznał, iż sam chce zaśpiewać na nowym albumie, gdyż wie o czym będzie śpiewać i najlepiej czuje tekst utworów. Nowy album ostatecznie ukazał się w 2006 r.

## Muzycy
| Obecny skład zespołu - Tarmo Kanerva – perkusja (od 2000) - Ville Laihiala – gitara (od 2000), śpiew (od 2003) - Marco Sneck – instrumenty klawiszowe (od 2000) - Antti Remes – gitara basowa (od 2004) |  | Byli członkowie zespołu - Juha-Pekka Leppäluoto – śpiew (2001–2003) - Janne Kukkonen – gitara basowa (2000–2004) - Janne Dahlgren – gitara (2000−2003) - Janne Markus – gitara (2004-2010) Muzycy koncertowi - Antti Leiviskä – gitara (od 2010) |

## Dyskografia
| Rok  | Tytuł                                                                          | Pozycja na liście |
| Rok  | Tytuł                                                                          | FIN               |
| ---- | ------------------------------------------------------------------------------ | ----------------- |
| 2003 | Escapexstacy - Data: 17 lutego 2003 - Wydawca: Century Media Records           | 21                |
| 2006 | Lust Stained Despair - Data: 28 sierpnia 2006 - Wydawca: Century Media Records | 2                 |
| 2008 | A Dead Heavy Day - Data: 27 sierpnia 2008 - Wydawca: Century Media Records     | 6                 |
| 2010 | Of Rust And Bones - Data: 17 marca 2010 - Wydawca: Century Media Records       | 6                 |
| 2011 | Drive - Data: 27 sierpnia 2011 - Wydawca: Hype Productions                     | 3                 |
| 2013 | Lyijy - Data: 13 września 2013 - Wydawca: Warner Music Finland                 | 4                 |

| 2005                           | "Rush"            | 5 | Lust Stained Despair |
| 2008                           | "Bear the Cross"  | – | A Dead Heavy Day     |
| 2011                           | "Mercury Falling" | – | Drive                |
| "—" pozycja nie była notowana. |                   |   |                      |

| Rok  | Tytuł                                                 |
| ---- | ----------------------------------------------------- |
| 2009 | Classics - Data: 1 kwietnia 2009 - Wydawca: EMI Music |